# Oregon Route 250
Az Oregon Route 250 (OR-250) egy oregoni állami országút, amely kelet–nyugati irányban a 101-es szövetségi országút sixesi elágazásától a Blanco-foki világítótoronyig halad.
A szakasz Cape Blanco Highway No. 250 néven is ismert.

## Leírás
A szakasz a Sixes-folyótól délre, a 101-es szövetségi országútnak a Port Orford-i Iskolakerülettel szemben lévő kereszteződésétől indul északnyugati irányban. A Blanco-csúcsi Állami Parkba megérkezve először elhalad a Squaw-szikla mellett, majd északkeletre, ezután északnyugatra fordul. A hetedik kilométernél északkelet felé Patrick és Jane Hughes egykori lakóháza felé lehet elkanyarodni, továbbhaladva pedig dél felé letérve az övezet parkolójába vezet a pálya, nyugatra pedig a Blanco-csúcsi világítótorony található.